# Stefan Herre (Politiker)

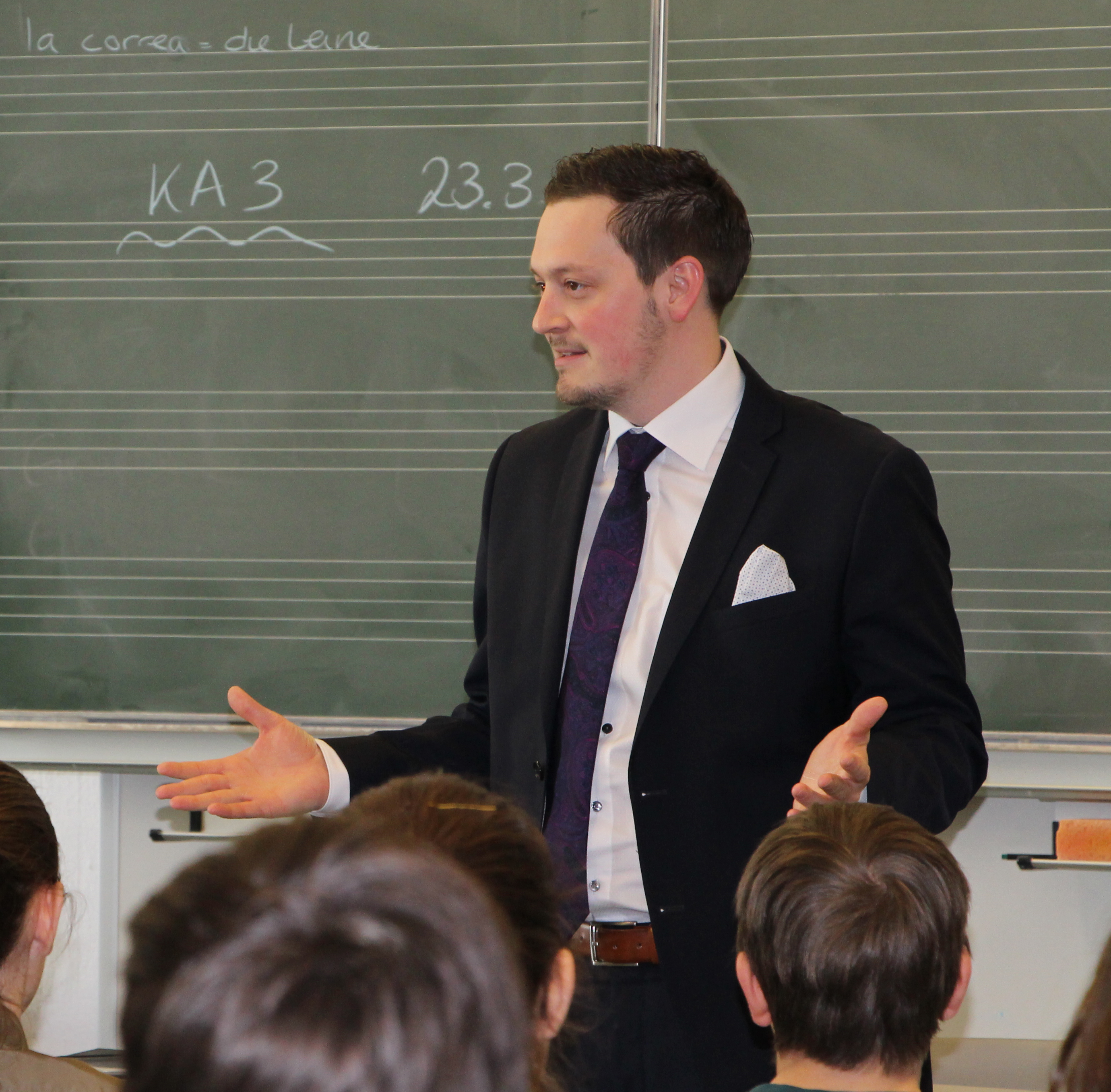
Stefan Herre 2017

Stefan Herre (* 1992 in Balingen) ist ein deutscher Unternehmer und Politiker (parteilos, ehemals AfD). Von 2016 bis 2021 war er Mitglied des 16. Landtags von Baden-Württemberg, dessen jüngster Abgeordneter er war.

## Leben
Herre ist Sohn protestantischer Eltern und besuchte die Realschule Frommern. Er schloss eine Ausbildung zum Industriemechaniker ab und erwarb die beiden Meistertitel Handwerksmeister Feinwerktechnik und Industriemeister Metall 2000. Im April 2014 gründete er mit der Setmax Solution GmbH ein IT-Startup, an der er 40 Prozent der Anteile hielt und inzwischen wieder abgegeben hat. Anfang des Jahres 2016 war er als Berater für ein mittelständisches Unternehmen in Rottweil tätig. Er zog sich aus dem operativen Geschäft zurück, um sich ganz seinen politischen Zielen zu widmen.

## Politik

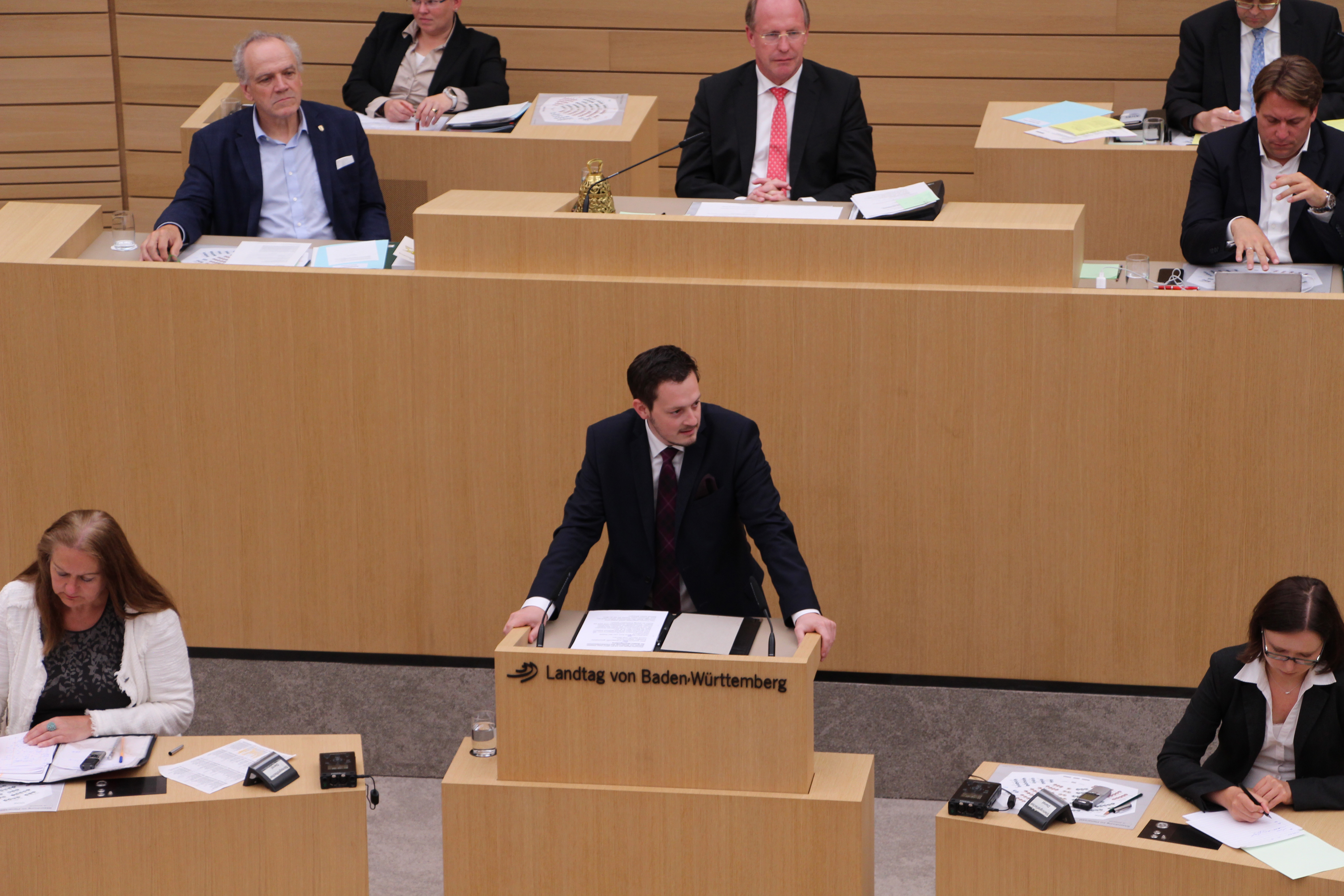
Stefan Herre im Landtag

Stefan Herre war Mitglied der Wahlalternative 2013 und Gründungsmitglied der AfD. Den Kreisverband Zollernalb der AfD, dem er bis 2017 gemeinsam mit Jan Hermann vorstand, gründete er mit Gleichgesinnten. Bei der Landtagswahl in Baden-Württemberg 2016 wurde er mit 18,1 Prozent der Stimmen im Wahlkreis  Balingen (Wahlkreis 63) in den Landtag von Baden-Württemberg gewählt. Dort war er als Sprecher für Jugendpolitik und Verbraucherschutz sowie im Ausschuss für Umwelt, Klima und Energiewirtschaft bis Dezember 2017 und seit 2016 im Ausschuss für Ländlichen Raum und Verbraucherschutz. Herre war Ende 2018 zudem stellvertretender Fraktionsvorsitzender, legte das Amt jedoch nieder, als ihm bewusst wurde, dass er mit seinen bürgerlichen Ansichten dort keine Mehrheit mehr fand.
Stefan Herre stellte bislang eine dreistellige Anzahl an kleinen Anfragen, u. a. zu Obdachlosen im Zollernalbkreis oder dem Einsatz von Steuergeldern für die Beantwortung kleiner Anfragen. Kritisiert wurde daran eine angebliche bzw. tatsächliche Sinnwidrigkeit vieler Anfragen und damit der Missbrauch dieses parlamentarischen Kontrollinstruments. Der Landrat des Zollernalbkreises bemängelte, Herre vergeude so Ressourcen in Stuttgart. Herre reklamiert jedoch, dass er eine sachliche Arbeit anstrebe. Zudem seien Anfragen eines der wenigen politischen Instrumente, die einer Oppositionspartei zur Verfügung stehen.
Im November 2018 trat Stefan Herre aus der Parteijugend der AfD aus. Die AfD-Jugend enthalte nach einem Schreiben, das von Stefan Herre mitunterzeichnet wurde, sektenähnliche Strukturen. Im November 2019 trat er gemeinsam mit Harald Pfeiffer aus der Partei und AfD-Landtagsfraktion aus, da er laut eigener Aussage seine „liberal-konservativen Werte“ dort nicht mehr verfolgen könne. Sein Landtagsmandat behielt er bis zum Ende der Legislaturperiode bei.

## Politische Positionen
- Ein Schwerpunkt seiner politischen Arbeit liegt auf der Stärkung des ländlichen Raums. Fortwährend sprach sich Herre für den Erhalt kleinerer Klinikstandorte aus, kritisierte die schlechte Anbindung des Zollernalbkreises an das öffentliche Verkehrsnetz und unterstützt die Positionen der Landwirte.
- Er stellte sich hinter die Forderung, den Plettenberg zu erhalten und in seinem Wahlkreis und in ganz Baden-Württemberg keine Windräder mehr aufzustellen, „denn Windkraftanlagen zerstören Lebensqualität von Mensch und Tier.“
- Zustimmung erhielt er dafür, dass er die in Balingen seiner Ansicht nach unüberlegt eingeführte Umweltzone umgehend abschaffen wollte. Diese Maßnahme sei ein „schwerwiegender Eingriff“ gewesen, der gut begründet hätte sein müssen. Ende 2019 wurde über die Abschaffung der Balinger Umweltzone diskutiert.[15]

## Privates
Stefan Herre wohnt in Balingen.

## Kritik
Bis Dezember 2018 hatte Herre in seinem Wohnhaus sein Wahlkreisbüro eingerichtet. Kritiker bemängelten diese Vermischung von Privatem und Beruflichem. Er begründete diese bei Abgeordneten gängige Praxis damit, lange keine geeigneten Räume gefunden zu haben. 2019 zog er mit seinem Wahlkreisbüro in das Industriegebiet des Balinger Stadtteils Engstlatt. 
In den Medien wurde behauptet, es habe eine Auseinandersetzung zwischen dem AfD-Abgeordneten Stefan Räpple und Stefan Herre gegeben. Räpple sei handgreiflich geworden, nachdem Herre dessen Wortwahl im Plenum kritisiert habe. Die Fraktion widersprach dieser Darstellung, Räpple gab später eine eidesstattliche Versicherung im Landtag ab und erklärte damit öffentlich, dass es nicht zu einer körperlichen Auseinandersetzung gekommen sei.